# Skansens julmarknad

Skansens julmarknad är en traditionsrik julmarknad som äger rum på Skansen i Stockholm varje år. Julmarknaden anordnades första gången 1903. Marknaden hålls i regel under de fyra adventshelgerna , och firade den 1 december 2013 sitt 110-årsjubileum.

## Historik
Julmarknaden på Skansen anordnades första gången 1903 och är, med undantag för 2020, under Coronapandemin, sedan dess en obruten tradition under adventshelgerna. Marknaden arrangeras runt dansbanan och längs Marknadsgatan på Bollnästorget. Då används de fasta stånden som kompletteras med ett större antal flyttbara stånd och marknadstält. Klassiska är de julkärvar som pryder marknadsståndens tak och som uppskattas av småfåglarna.

## Marknaden
Bland julmarknadens klassiska julvaror som senap, korvar, halmbockar, kransar, glas och textilier finns även gammaldags juldekorationer, julkakor, saffransbröd, trähantverk och sameslöjd. Under julmarknadsdagarna kan man besöka de öppna verkstäderna i Stadskvarteren där olika historiska yrken har öppet i juletid. I julmarknaden ingår också butikerna i Stockholms glasbruk, Logen, Keramikverkstaden och Bageriet samt Skansenbutiken, som ligger utanför huvudentrén. 
De kulturhistoriska husen och boktryckarbostaden i Stadskvarteren har dukade julbord eller kaffebord. Julgranen står pyntad i Posthuset från Virserum. Besökaren kan även dansa runt granen på Bollnästorgets dansbana eller lyssna till körer och spelmän.

## Bilder

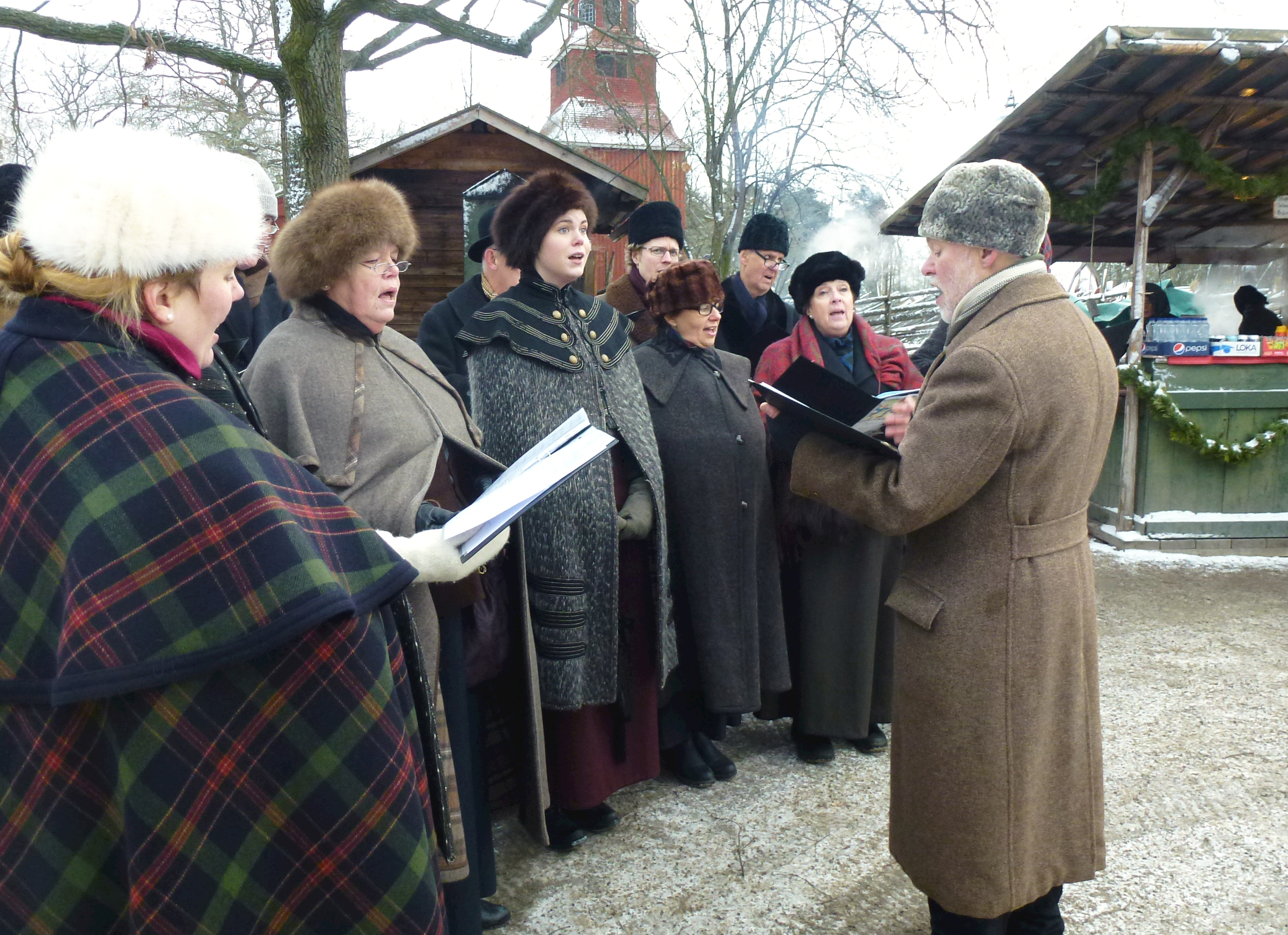
Kören sjunger
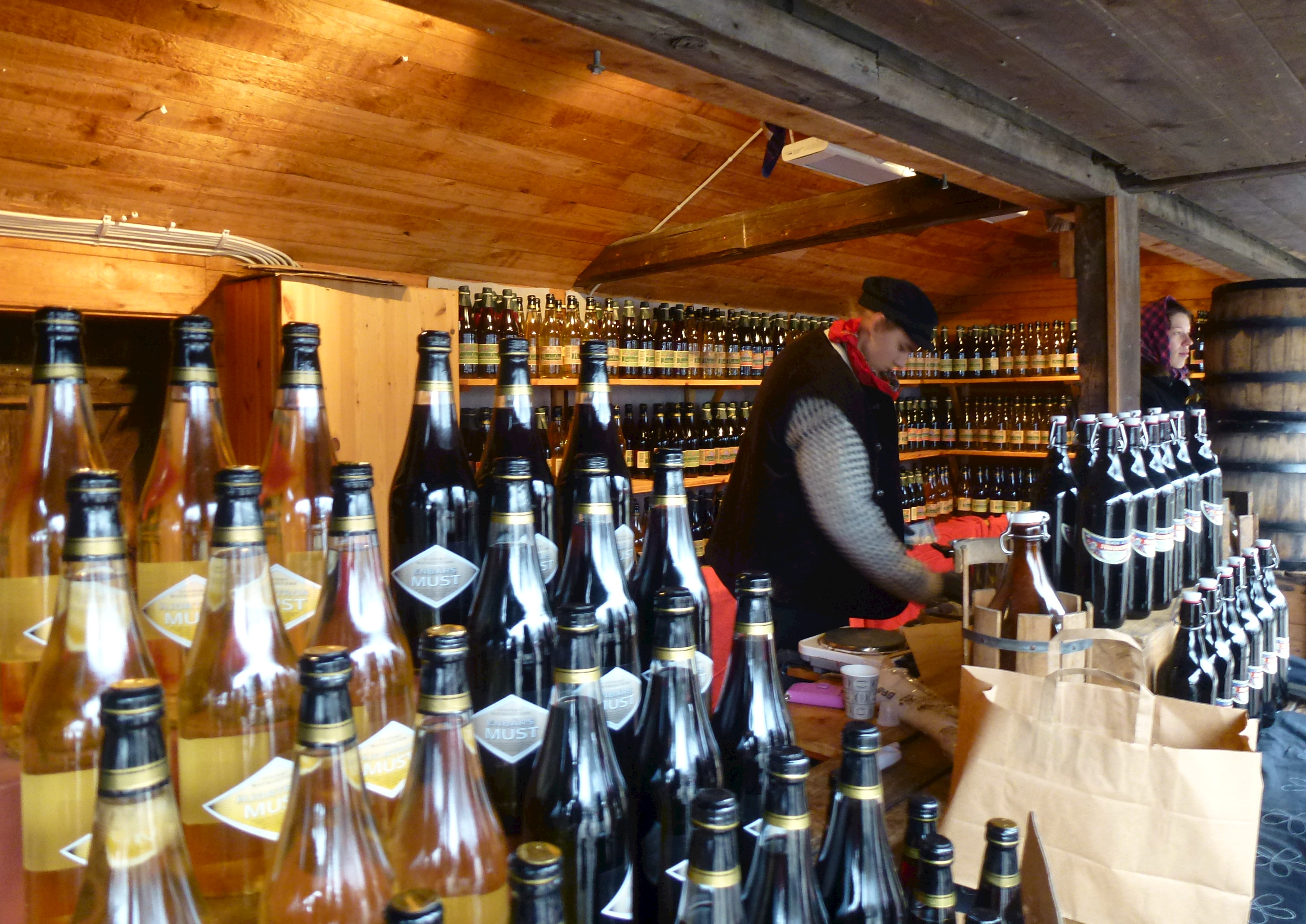
Julmust
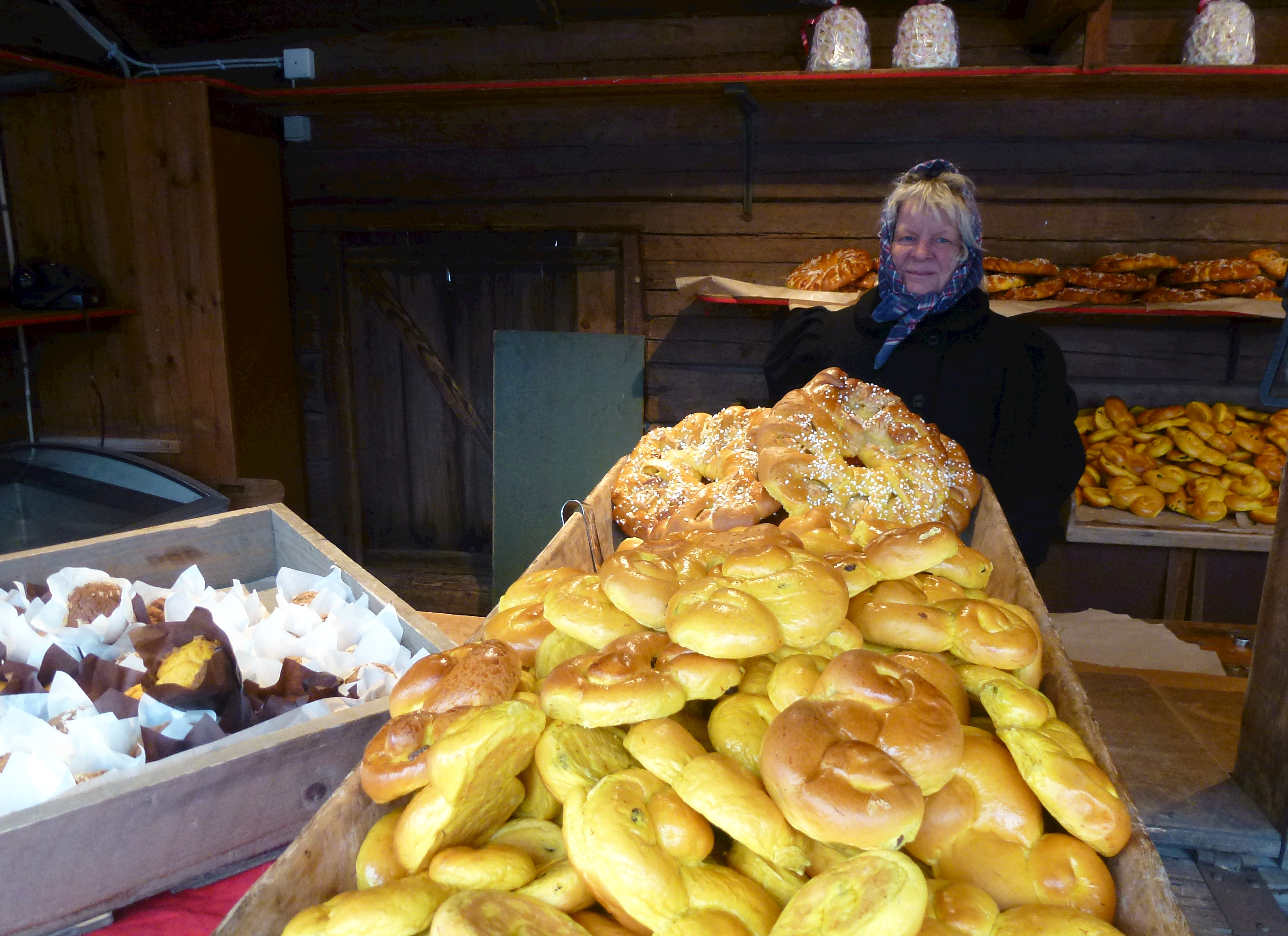
Saffransbröd
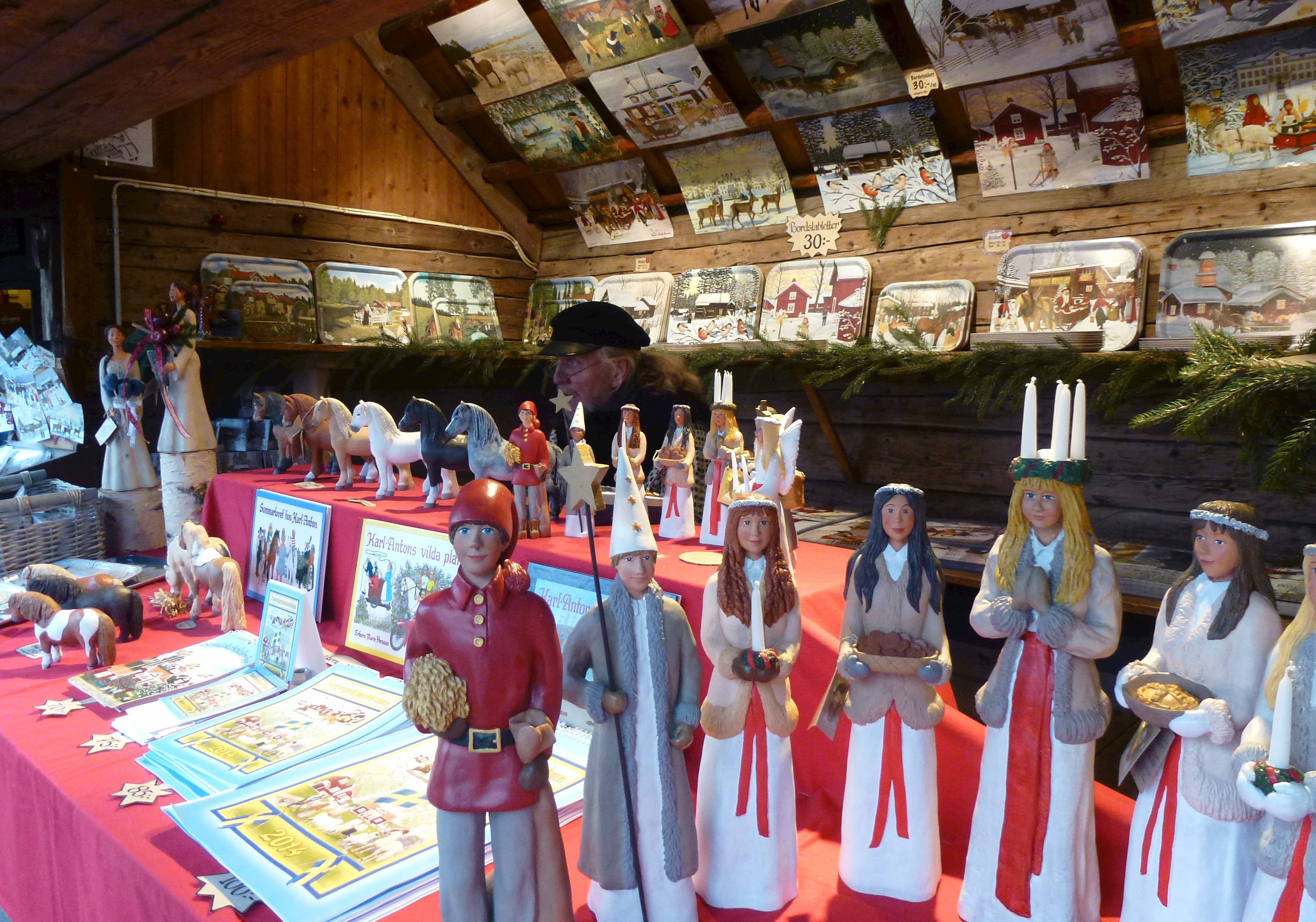
Souvenirer
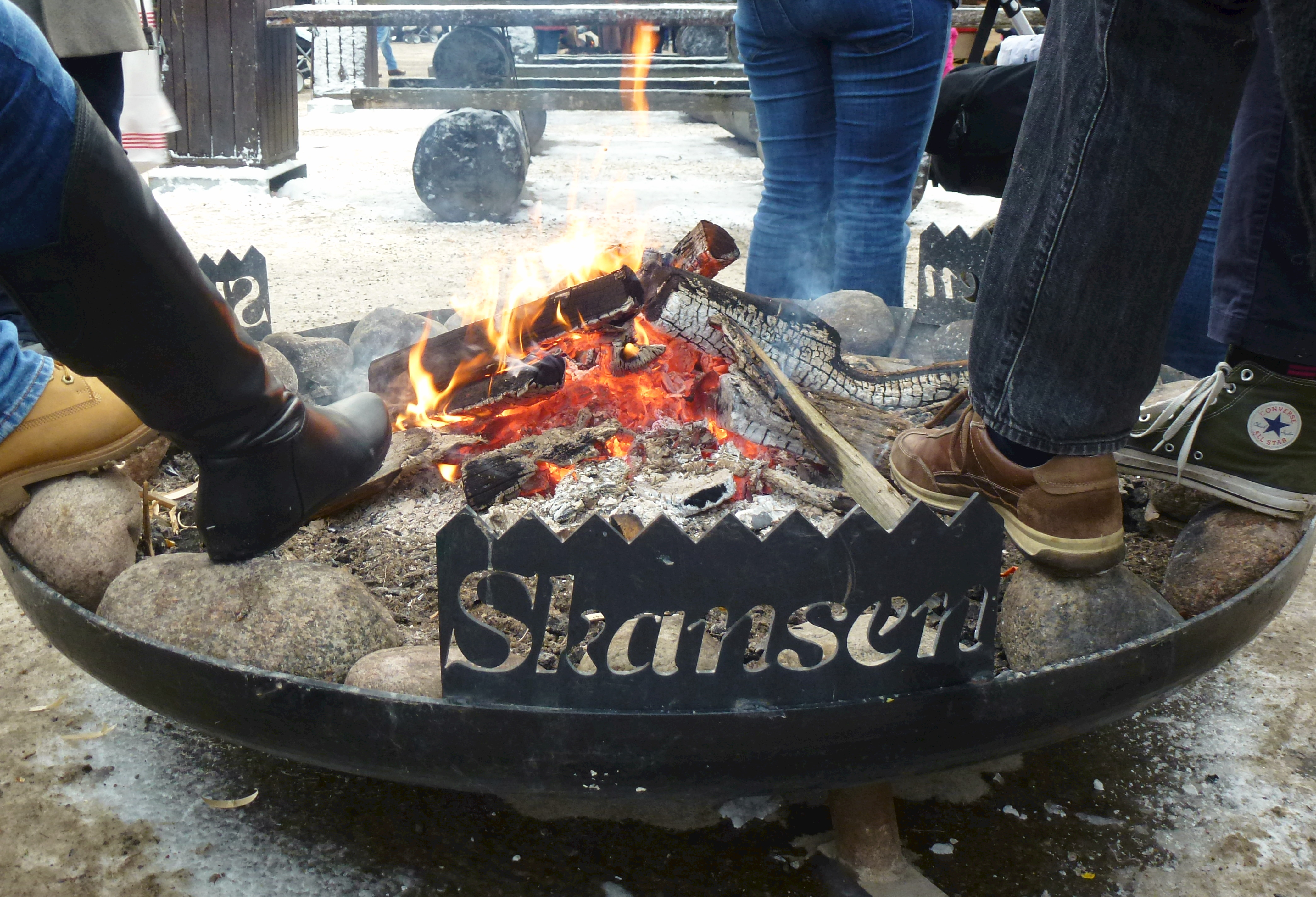
Värma sina fötterna